# Potjomkino
Potjomkino (Потёмкино, deutsch Schirten) war ein Ort im ostpreußischen Kreis Heiligenbeil, dessen Ortsstelle sich heute im Bereich des Stadtkreises Mamonowo (Heiligenbeil) in der russischen Oblast Kaliningrad (Gebiet Königsberg (Preußen)) befindet.

## Geographische Lage
Die Ortsstelle Potjomkinos liegt im südlichen Westen der Oblast Kaliningrad, drei Kilometer nordöstlich des Stadtzentrums von Mamonowo (deutsch Heiligenbeil).

## Geschichte
1359 ist das Jahr der erstmaligen urkundlichen Erwähnung des Dorfs Schirtein, das nach 1359 Schirtany, nach 1407 Schyrtayn, vor 1600 Schirtten und nach 1620 bis 1947 Schirten genannt wurde. 1874 wurde die Landgemeinde Schirten in den neu errichteten Amtsbezirk Keimkallen (russisch Krasnodonskoje) im ostpreußischen Kreis Heiligenbeil einbezogen. Im Jahre 1910 zählte Schirten 163 Einwohner.
Als am 13. September 1929 der Amtsbezirk Keimkallen aufgelöst wurde, wurde Schirten Amtsdorf. Der zugehörige Amtsbezirk bestand bis 1945 und bildete sich aus den Dörfern Schirten und Wangnicken.
Die Zahl der Einwohner Schirtens belief sich im Jahre 1933 auf 325 und im Jahre 1939 auf 323.
1945 kam Schirten in Kriegsfolge mit dem gesamten nördlichen Ostpreußen zur Sowjetunion. 1947 erhielt das Dorf die russische Namensform „Potjomkino“ und wurde in den neugebildeten Mamonowski selski Sowet (Dorfsowjet Mamonowo – Heiligenbeil) im Rajon Laduschkin (Gebiet Ludwigsort) eingegliedert. 1951 kam die Siedlung Potjomkino zum Mamonowski gorodskoi Sowet (Stadtsowjet Mamonowo), der 1962 aus dem Rajon Laduschkin in den Rajon Bagrationowsk umgegliedert wurde. Bereits in den 1950er Jahren fand in Potjomkino gar keine Besiedlung mehr statt, der Ort verwaiste und gilt heute als untergegangen. Seine Ortsstelle gehört heute zum Stadtkreis Mamonowo in der Oblast Kaliningrad (Gebiet Königsberg (Preußen)) in der Russischen Föderation.

## Religion
Bis 1945 war Schirten in das Kirchspiel der evangelischen Kirche Heiligenbeil (russisch Mamonowo) in der Kirchenprovinz Ostpreußen der Kirche der Altpreußischen Union      eingepfarrt und gehörte außerdem zur römisch-katholischen Pfarrei der Stadt im Bistum Ermland.

## Verkehr
Die Ortsstelle Potjomkinos resp. Schirtens liegt südlich der Regionalstraße 27A-020 (ex A 194, frühere deutsche Reichsstraße 1) an der Stadtgrenze von Mamonowo. Heiligenbeil war einst die nächste Bahnstation und lag an der Bahnstrecke Berlin–Königsberg, die auf russischer Seite heute nur noch als Bahnstrecke Kaliningrad–Mamonowo befahren wird.